# Expedición Malaspina

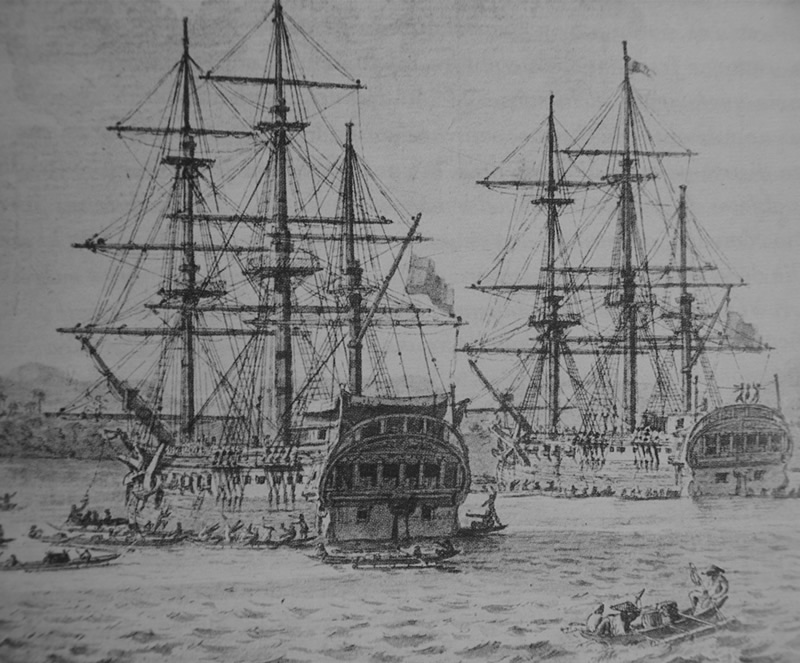
Las corbetas Atrevida y Descubierta.

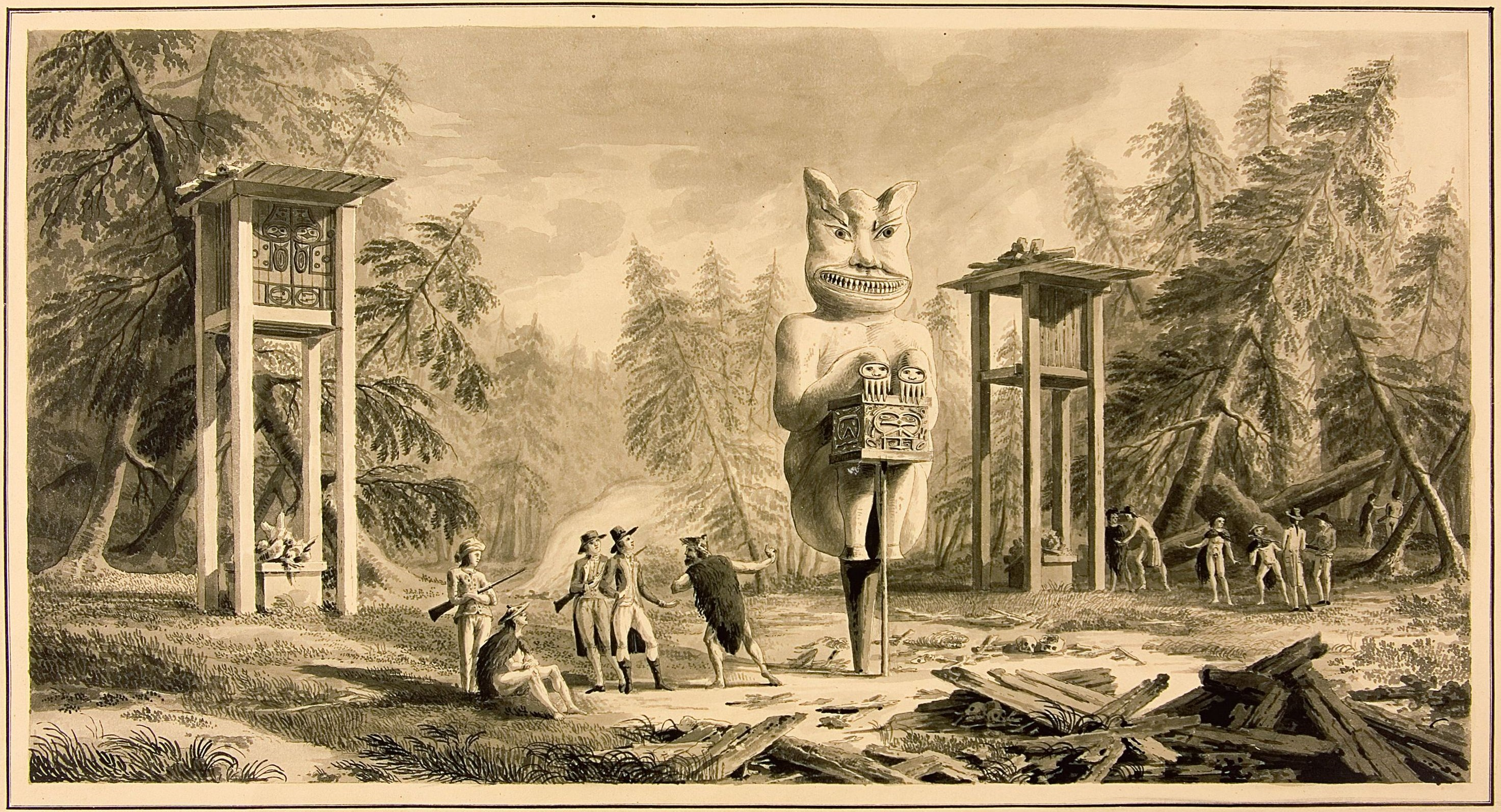
Pira y sepulcros del la familia del actual Ankau en el puerto de Mulgrave, dibujo de Fernando Brambila, participante en la expedición. La expedición recopiló las primeras descripciones etnográficas de los nativos de la zona noroeste americana (costa oeste de Canadá y Alaska).

El Viaje científico y político alrededor del mundo, más conocido como Expedición Malaspina o Malaspina-Bustamante, en honor a Alejandro Malaspina y José de Bustamante y Guerra, fue una expedición financiada por la Corona española en la época ilustrada de Carlos IV. La expedición se prolongó a lo largo del periodo entre 1789-1794. Recorrió las costas de toda América desde Buenos Aires a Alaska, las Filipinas y Marianas, Vavao, Nueva Zelanda y Australia. El 21 de septiembre de 1794, la expedición regresó a España habiendo generado un ingente patrimonio de conocimiento sobre historia natural, cartografía, etnografía, astronomía, hidrografía, medicina —todas ellas ramas de conocimiento de gran importancia geopolítica—, así como sobre los aspectos políticos, económicos y sociales de estos territorios. La mayor parte de los fondos se conservan en el Museo de América, Museo Naval de Madrid, el Real Observatorio de la Armada, el Real Jardín Botánico y el Museo Nacional de Ciencias Naturales. En la actualidad, siguen siendo objeto de estudio por parte de historiadores y biólogos.

## Nombre de la expedición

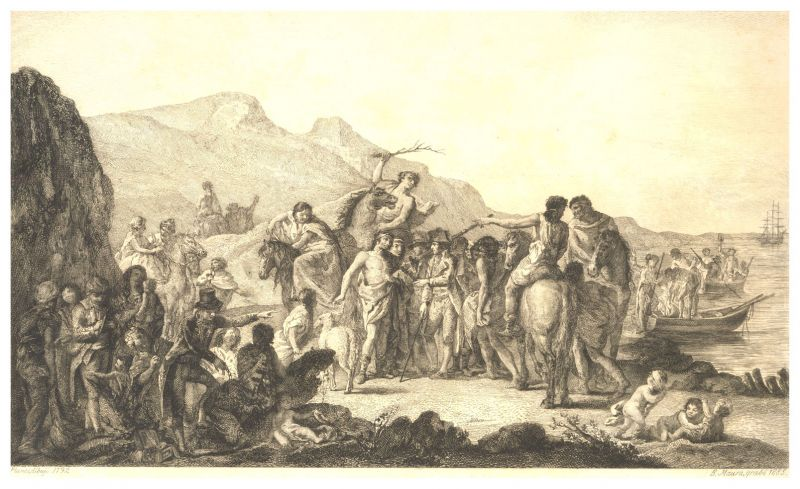
El encuentro entre Malaspina y los tehuelches en Puerto Deseado, Argentina, en 1789.

Este viaje se dio a conocer por los promotores como «Viaje científico y político alrededor del mundo» (1788); durante la travesía fue conocido popular y públicamente como «Expedición vuelta al mundo». A la llegada a la Corte en 1794, como no se regresó atravesando el océano Índico y el cabo de Buena Esperanza como consecuencia de la sobrevenida guerra entre España y Francia, se la denominó «Expedición ultramarina iniciada el 30 de julio de 1789»; y después haber permanecido olvidada esta Expedición tras la orden impuesta por el príncipe de la Paz —Godoy— que mandó incautar toda la documentación de la expedición y prohibió toda publicación o mención tras desterrar a Malaspina de España por causa de traición contra él y el rey Carlos IV, hasta que en 1885 el teniente de Navío Pedro Novo y Colsón publicó el estudio que denominó Viaje Político-Científico alrededor del mundo por las Corbetas Descubierta y Atrevida, al mando de los Capitanes de Navío Don Alejandro Malaspina y Don José Bustamante y Guerra desde 1789 a 1794, y así sucesivamente, se le han venido otorgando distintas denominaciones como la de Expedición Malaspina, Expedición de la Real Armada Malaspina-Bustamante o Expedición Malaspina-Bustamante. Ya en el siglo XXI diversas instituciones españolas pusieron en marcha una gran expedición científica de circunnavegación que recibió el nombre de este marino en reconocimiento a su aportación: la expedición Malaspina (2010-2011).

## Antecedentes y prolegómenos

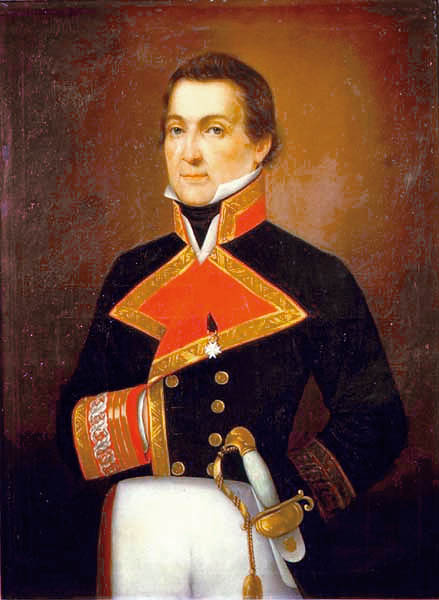
Alejandro Malaspina (1754-1809).

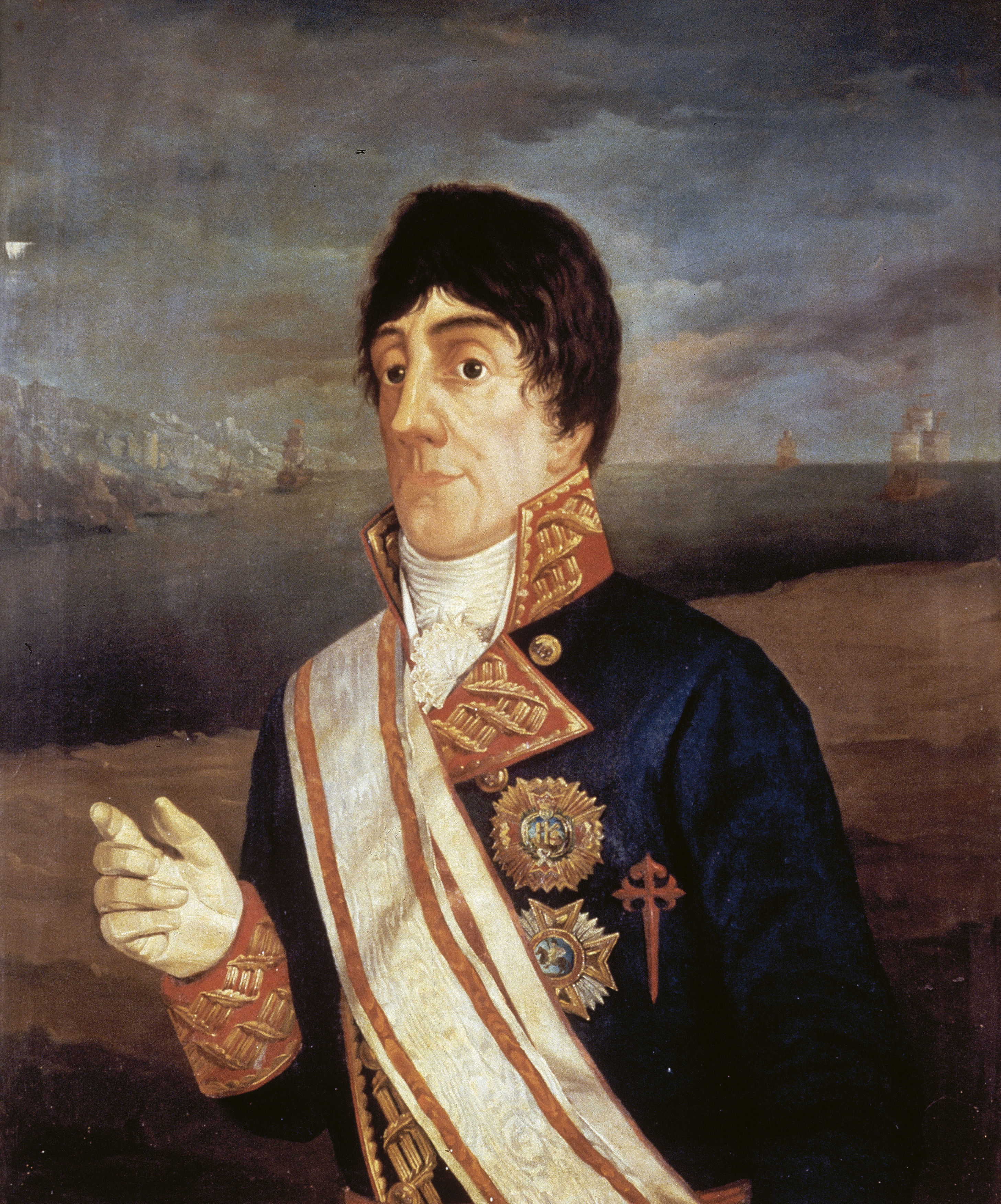
José de Bustamante y Guerra (1759-1825).

La intensa actividad de exploración del océano Pacífico desarrollada por Francia e Inglaterra a finales del siglo XVIII provocó la reacción del Reino de España. Desde que la expedición de Fernando de Magallanes cruzó el Pacífico y descubrió las Filipinas, España había considerado el Mar del Sur como de su exclusiva propiedad, controlando las Filipinas en el oeste y la casi totalidad de su orilla este, desde Chile hasta California. Pero la injerencia de otras naciones no fue la principal razón de esta expedición. Fue fundamentalmente el carácter científico de las exploraciones francesas e inglesas lo que provocó una respuesta de los intelectuales españoles. Era evidente el deseo de emular los viajes de Cook y Jean-François de La Pérouse a través de un océano que durante dos siglos y medio fue considerado como un mar español. 
El historiador británico Felipe Fernández-Armesto señala que:

La monarquía [española] de la época dedicaba al desarrollo científico un presupuesto incomparablemente superior al del resto de naciones europeas. El imperio del Nuevo Mundo era un vasto laboratorio para la experimentación y una inmensa fuente de muestras. Carlos III amaba todo lo referente a la ciencia y la técnica, de la relojería a la arqueología, de los globos aerostáticos a la silvicultura. En las últimas cuatro décadas del siglo XVIII una asombrosa cantidad de expediciones científicas recorrieron el imperio español. Expediciones botánicas a Nueva Granada, Nueva España, Perú y Chile reuniendo un completo muestrario de la flora americana. La más ambiciosa de aquellas expediciones fue un viaje hasta América y a través del Pacífico por un súbdito español de origen napolitano, Alejandro Malaspina.
Felipe Fernández-Armesto. Los conquistadores del horizonte. Una historia mundial de la exploración.

En septiembre de 1788, estando en la isla de León (Cádiz) los entonces capitanes de fragata Alejandro Malaspina y José de Bustamante y Guerra convinieron proponer el llevar a cabo una gran expedición de la Real Armada de carácter político-científico por el Imperio español, mandando una carta con fecha 10 de septiembre de 1788 al Ministro de Marina, Antonio Valdés, quien contestó el 14 de octubre de 1788 que el rey Carlos III había autorizado el viaje y encargaba a Alejandro Malaspina los trabajos preparatorios del proyecto. Fue una gran expedición político-científica de escala mundial, una de las primeras de la historia de carácter científico, cuyo objetivo era visitar y estudiar los principales territorios españoles en América, Asia y Oceanía.
Los propósitos de la expedición serían los siguientes: incrementar el conocimiento sobre ciencias naturales (botánica, zoología, geología), realizar observaciones astronómicas y «construir cartas hidrográficas para las regiones más remotas de América». El proyecto recibió la aprobación de Carlos III, dos meses exactos antes de su muerte. La expedición, que contaba con las corbetas Atrevida y Descubierta, zarpó de Cádiz el 30 de julio de 1789, llevando a bordo a la flor y nata de los astrónomos e hidrógrafos de la Marina española, como Juan Gutiérrez de la Concha o Felipe Bauzá, acompañados también por grandes naturalistas y dibujantes, como el profesor de pintura José del Pozo, los pintores José Guío, Juan Francisco Ravenet y Bunel, y Fernando Brambila, el dibujante y cronista Tomás de Suría, el botánico Luis Née, los naturalistas Antonio Pineda y Tadeo Haenke (la calidad de la tripulación no se reducía a su dotación científica: asimismo participó en la expedición Alcalá Galiano, que moriría heroicamente en Trafalgar). Los navíos fueron diseñados y construidos especialmente para el viaje y fueron bautizados por Malaspina en honor de los navíos de James Cook Resolution y Discovery (Atrevida y Descubierta).

## La expedición

Rutas realizadas por las corbetas ' y ' en la expedición Malaspina (1789-1794).

Después de fondear durante unos días en  Tenerife, navegaron por las costas de Sudamérica hasta el Río de la Plata, llegando a Montevideo el 20 de septiembre de 1789. De ahí, siguieron hasta las islas Malvinas, recalando antes en la Patagonia. Doblaron el cabo de Hornos y pasaron al Pacífico (13 de noviembre), explorando la costa y recalando en la isla de Chiloé, Talcahuano, Valparaíso, Santiago de Chile, islas Desventuradas, El Callao, Guayaquil y Panamá, para alcanzar finalmente Acapulco en abril de 1791.
Al llegar allí, recibieron el encargo del rey Carlos IV de encontrar el paso del Noroeste, que se suponía unía los océanos Pacífico y Atlántico. Malaspina, en lugar de visitar Hawái como pretendía, siguió las órdenes del rey, llegando hasta la bahía de Yakutat y el fiordo Prince William (Alaska), donde se convencieron de que no había tal paso. Volvió hacia el sur, hasta Acapulco (a donde arribó el 19 de octubre de 1791), después de haber pasado por el puesto español de Nutca (en la isla de Vancouver) y el de Monterrey en California.
En Acapulco, el virrey de Nueva España ordenó a Malaspina reconocer y cartografiar el estrecho de Juan de Fuca, al sur de Nutca. Malaspina requisó dos pequeños navíos, la Sutil y la Mexicana, poniéndolos bajo el mando de dos de sus oficiales, Alcalá Galiano y Cayetano Valdés. Dichos barcos dejaron la expedición y se dirigieron al estrecho de Juan de Fuca para cumplir la orden.

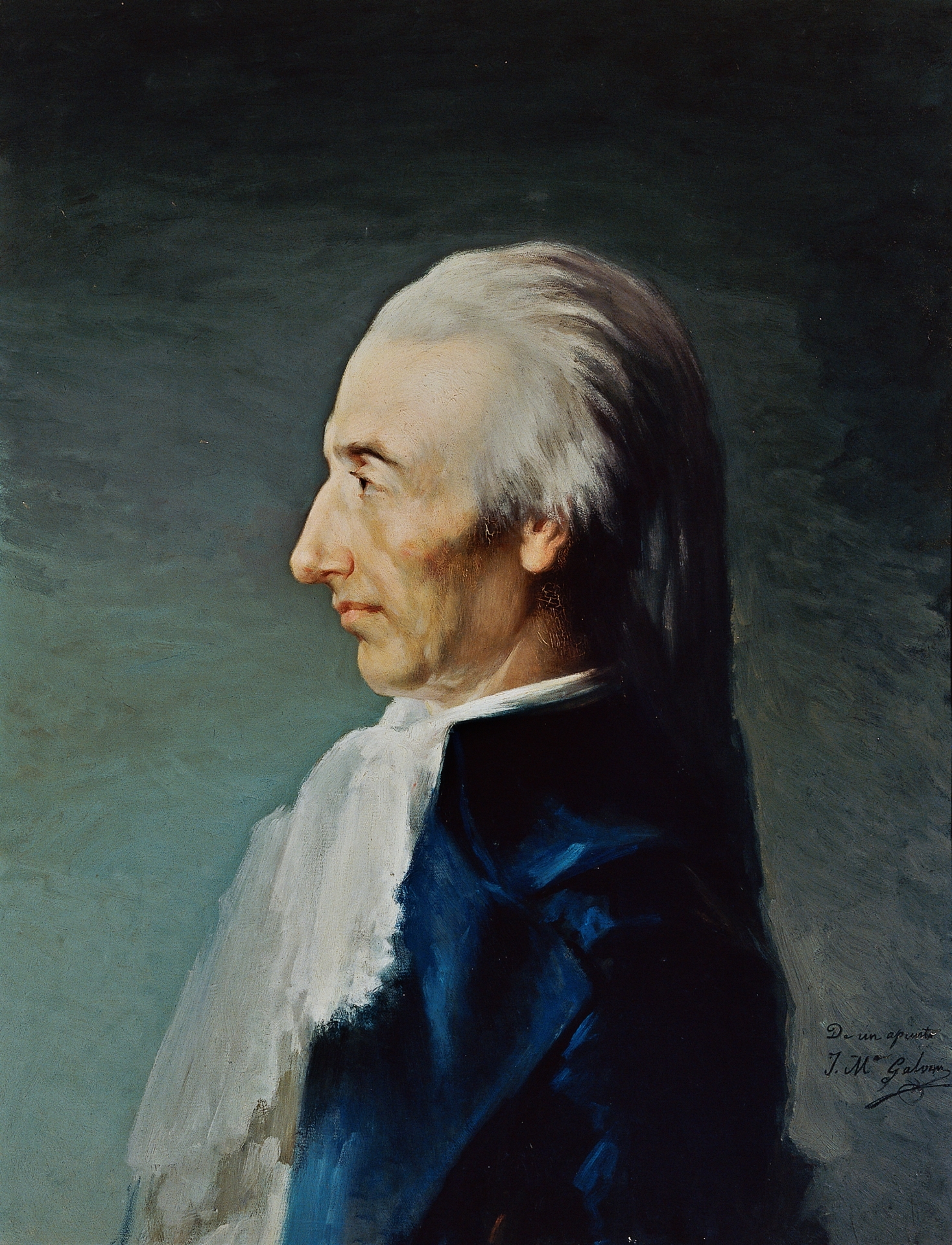
Retrato de Alessandro Malaspina por José María Galván.

El resto de la expedición puso rumbo al Pacífico, navegando luego a través de las islas Marshall y las Marianas y fondeando en Manila (Filipinas) en marzo de 1792 cartografiando la bahía de manila. Allí, las corbetas se separaron. Mientras que la Atrevida se dirigió a Macao, la Descubierta exploró las costas filipinas. En Manila moriría por unas fiebres el botánico Antonio Pineda. Reunidas de nuevo, en noviembre de 1792, ambas corbetas dejaron Filipinas y navegaron a través de las islas Célebes y las islas Molucas, dirigiéndose posteriormente a la isla Sur de Nueva Zelanda (25 de febrero de 1793), cartografiando el fiordo de Doubtful Sound. La siguiente escala fue la colonia británica de Sídney, desde donde volvieron al puerto de El Callao, tocando en la isla de Vava'u, y desde allí, por el cabo de Hornos, volviendo a fondear en las islas Malvinas. A principios de 1794 la corbeta Atrevida integrante esta expedición comandada por el capitán de navío José de Bustamante y Guerra , se separó de su nave gemela en las islas Malvinas y se dirigió a verificar los descubrimientos de las Antillas del Sur así como los de las islas San Pedro (actualmente más conocidas como Georgias del Sur). La Atrevida reconoció las exactas coordenadas de las islas Aurora: avistó a la principal de las Cormorán el 20 de febrero de dicho año, avistando seguidamente a todas las otras islas incluidas las rocas Negras; regresaron a Cádiz el 21 de septiembre de 1794.
La expedición levantó mapas, compuso catálogos minerales y de flora y realizó otras investigaciones científicas. Pero no abordó simplemente cuestiones relativas a la geografía o a la historia natural. En cada escala, los miembros de la expedición establecieron inmediato contacto con las autoridades locales y eventuales científicos para ampliar las tareas de investigación.
A su regreso a la metrópoli, Malaspina presentó el informe Viaje político-científico alrededor del mundo (1794), que incluía un informe confidencial, con observaciones críticas de carácter político acerca de las instituciones ultramarinas españolas y favorable a la concesión de una amplia autonomía a los territorios, virreinatos y provincias americanas y del Pacífico, lo que le valió que, en noviembre de 1795, fuera acusado por Manuel Godoy de revolucionario y conspirador y condenado a diez años de prisión en el castillo de San Antón de La Coruña.

## Resultados de la expedición Malaspina y Bustamante

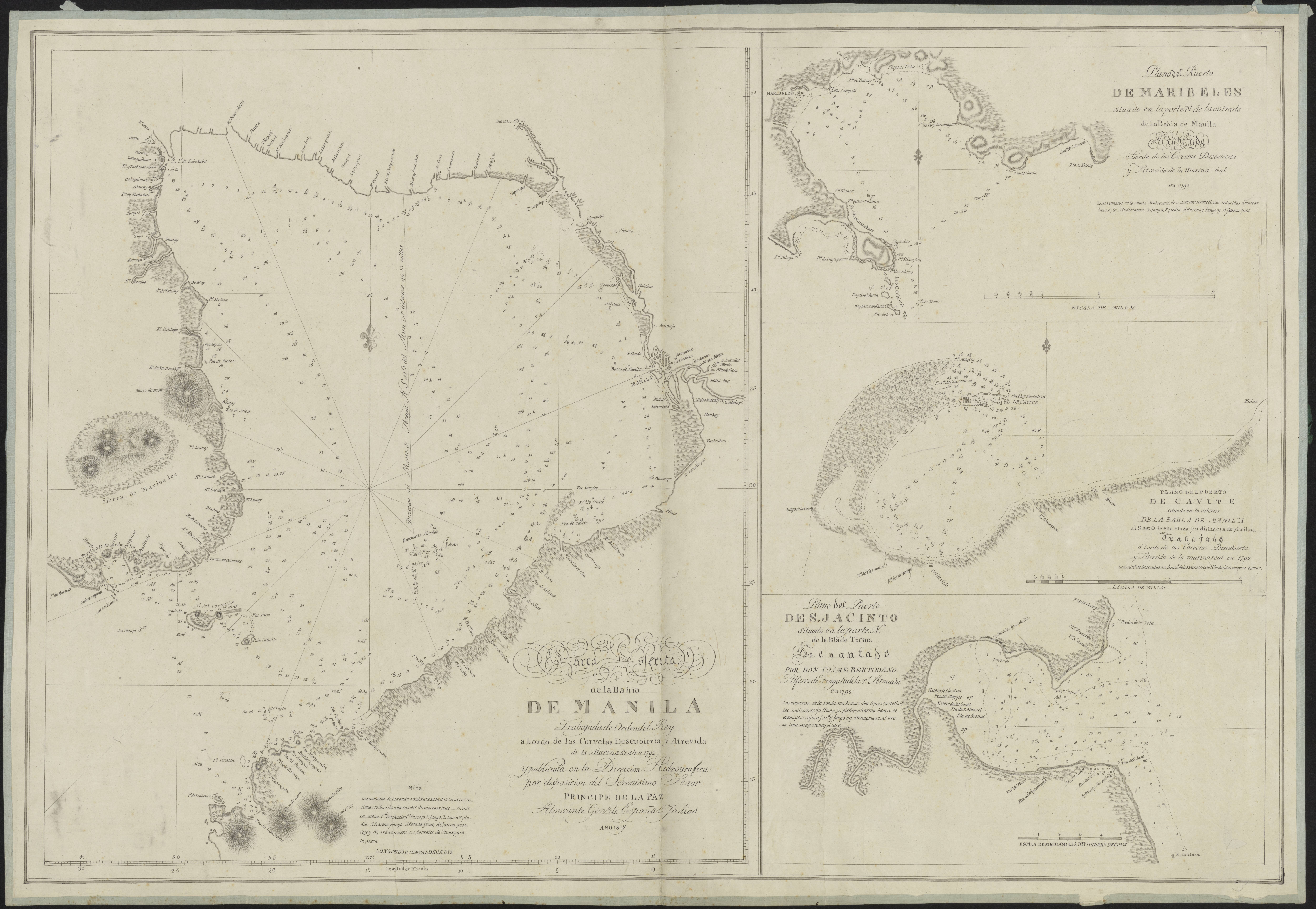
Carta Esférica de la Bahía de Manila. Trabajada de orden del Rey a bordo de las Corvetas Descubierta y Atrevida de la Marina Real en 1792 y publicada en la Dirección Hidrográfica. Año 1807.

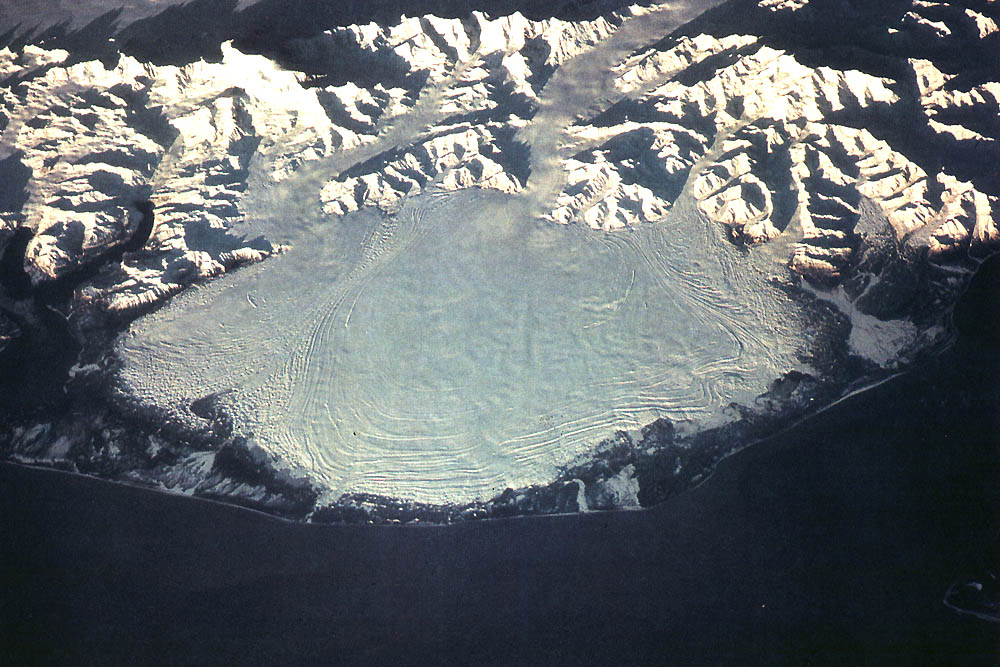
Glaciar Malaspina en Alaska en 1994.

El objetivo de Malaspina y Bustamante fue realmente ambicioso. Aspiraban a dibujar un cuadro razonado y coherente de los dominios de la monarquía española. Para ello, no solo contaba con los trabajos de sus colaboradores, sino que también investigó en los materiales de los principales archivos y fondos de la América española. A través de sus diarios y escritos, tuvieron cabida los distintos aspectos de la realidad del imperio, desde la minería y las virtudes medicinales de las plantas hasta la cultura, y desde la población de la Patagonia hasta el comercio filipino. De esta forma culmina, siguiendo los principios de la Ilustración, la experiencia descubridora y científica de tres siglos de conocimiento del Nuevo Mundo y la tradición hispana de relaciones geográficas y cuestionarios de Indias. Y lo hacen bajo una fórmula característica del período, pues, imbuido del credo cientifista y naturalista de la Ilustración, lo que hizo Malaspina en realidad fue componer una verdadera física de la Monarquía. 
A su llegada a España, la expedición Malaspina y Bustamante había acumulado una cantidad ingente de material: la colección de especies botánicas y minerales, así como observaciones científicas (llegaron a trazar setenta nuevas cartas náuticas) y dibujos, croquis, bocetos y pinturas, era impresionante y, sin duda, la mayor que habrían de reunir en un solo viaje navegantes españoles en toda su historia.
De todo ese cúmulo de conocimientos y de la insuperable experiencia apenas se publicó un Atlas con 34 cartas náuticas. Durante el proceso de Malaspina en 1795 se había pretendido eliminar los materiales de la expedición, que, sin embargo, fueron preservados en la Dirección de Hidrografía del Ministerio de Marina en Madrid. El grueso de aquel trabajo habría de permanecer inédito hasta 1885, cuando el teniente de navío Pedro de Novo y Colson publicó su obra Viaje político-científico alrededor del mundo de las corbetas Descubierta y Atrevida al mando de los capitanes de navío D. Alejandro Malaspina y D. José Bustamante y Guerra desde 1789 a 1794 (desgraciadamente, algunos materiales, como ciertas observaciones astronómicas y de historia natural, se habían perdido para siempre). No obstante, parte de las colecciones de historia natural acopiadas durante la Expedición, sobre todo las relacionadas con la Botánica, corrieron mejor suerte: el herbario de Luis Née fue donado al Real Jardín Botánico de Madrid, donde se conserva actualmente, y muchas especies fueron descritas gracias a estos materiales por su director de entonces, Antonio José Cavanilles.

## La expedición en la actualidad
Hasta el siglo XX la historia no ha sabido apreciar la verdadera magnitud de aquella empresa, cuyos objetivos de superar los logros científicos de ingleses y franceses fueron plenamente cumplidos. Tan solo, recientemente, se ha comenzado a reconocer el valor de la información obtenida en la expedición de Malaspina, cumbre de la Ilustración española, pero aún sigue siendo oscurecida en la historia por los viajes de Cook, de La Pérouse y de Bougainville, que, como señala Fernández-Armesto, «siguen teniendo el papel predominante en el discurso y en la imaginación de los historiadores».
En reconocimiento a la aportación de Malaspina, diversas instituciones españolas pusieron en marcha en 2010 una gran expedición científica de circunnavegación que recibe su nombre. La expedición Malaspina (2010-2011) fue un proyecto de investigación interdisciplinar cuyos principales objetivos consistieron en estudiar el cambio global y la biodiversidad en el océano. Desde el mes de diciembre de 2010 hasta julio de 2011, más de 400 científicos a bordo de los buques de investigación oceanográfica Hespérides y Sarmiento de Gamboa participaron en la expedición que aunaba la investigación científica con la formación de jóvenes investigadores y el fomento de las ciencias marinas y la cultura científica en la sociedad.